# Phanoderma robustum
Phanoderma robustum is een rondwormensoort uit de familie van de Phanodermatidae. De wetenschappelijke naam van de soort is voor het eerst geldig gepubliceerd in 1957 door Allgén.